# Городницька сільська рада (Уманський район)
Городницька сільська́ ра́да — адміністративно-територіальна одиниця та орган місцевого самоврядування в Уманському районі Черкаської області. Адміністративний центр — село Городниця.
Увійшла до складу Ладижинської сільської громади.

## Загальні відомості
- Населення ради: 1 140 осіб (станом на 2001 рік)

## Населені пункти
Сільській раді були підпорядковані населені пункти:
- с. Городниця

## Склад ради
Рада складалася з 16 депутатів та голови.
- Голова ради: Якименко Сергій Іванович
- Секретар ради: Руда Валентина Михайлівна

### Керівний склад попередніх скликань
| Прізвище, ім'я, по батькові | Основні відомості                                                         | Дата обрання | Дата звільнення |
| --------------------------- | ------------------------------------------------------------------------- | ------------ | --------------- |
| Ободовський Іван Іванович   | Сільський голова, 1946 року народження                                    | 26.03.2006   | 31.10.2010      |
| Якименко Сергій Іванович    | Сільський голова, 1963 року народження, освіта вища, член Народної партії | 31.10.2010   |                 |

Примітка: таблиця складена за даними сайту Верховної Ради України

### Депутати
За результатами місцевих виборів 2010 року депутатами ради стали:

#### За суб'єктами висування
| Суб'єкт висування | Кількість обраних депутатів | %   |
| ----------------- | --------------------------- | --- |
| Партія регіонів   | 16                          | 100 |

#### За округами
| № округу        | Прізвище, ім'я, по батькові   | Дата визнання обраним | Освіта             | Партійна приналежність | Відомості про обраного депутата                     |
| --------------- | ----------------------------- | --------------------- | ------------------ | ---------------------- | --------------------------------------------------- |
| Партія регіонів |                               |                       |                    |                        |                                                     |
| 1               | Панасюк Ніна Володимирівна    | 31.10.2010            | середня спеціальна | член Партії регіонів   | ТОВ «Новий світ-Агро», зав. автогаражем             |
| 2               | Мамбик Лариса Миколаївна      | 31.10.2010            | середня спеціальна | член Партії регіонів   | фельдшерсько-акушерський пункт, завідувач           |
| 3               | Панченко Василина Іванівна    | 31.10.2010            | вища               | член Партії регіонів   | ТОВ «Новий світ-Агро», ветлікар                     |
| 4               | Руда Валентина Михайлівна     | 31.10.2010            | середня спеціальна | член Партії регіонів   | сільська рада, соцпрацівник                         |
| 5               | Немеш Світлана Василівна      | 31.10.2010            | середня спеціальна | позапартійна           | сільська рада, землевпорядник                       |
| 6               | Хмелюк Надія Сергіївна        | 31.10.2010            | середня спеціальна | член Партії регіонів   | Уманське племоб'єднання, технік штучного осіменіння |
| 7               | Поліщук Іван Ілліч            | 31.10.2010            | вища               | член Партії регіонів   | ТОВ «Новий світ-Агро», головний інженер             |
| 8               | Панченко Світлана Анатоліївна | 31.10.2010            | вища               | позапартійна           | загальноосвітня школа, директор                     |
| 9               | Мамбик Віктор Григорович      | 31.10.2010            | середня спеціальна | член Партії регіонів   | ТОВ «Новий світ-Агро», головний енергетик           |
| 10              | Ободовська Ніна Дмитрівна     | 31.10.2010            | вища               | член Партії регіонів   | сільська рада, касир                                |
| 11              | Тимощук Наталія Сергіївна     | 31.10.2010            | середня спеціальна | член Партії регіонів   | філія Ощадбанку, касир                              |
| 12              | Вічкань Тетяна Іванівна       | 31.10.2010            | вища               | член Партії регіонів   | сільська рада, головний бухгалтер                   |
| 13              | Білоус Тетяна Володимирівна   | 31.10.2010            | середня спеціальна | член Партії регіонів   | Дитячий навчальний заклад, завідувач                |
| 14              | Якименко Роман Михайлович     | 31.10.2010            | середня спеціальна | член Партії регіонів   | ТОВ «Новий світ-Агро», заступник директора          |
| 15              | Осіпчук Валентин Миколайович  | 31.10.2010            | вища               | член Партії регіонів   | ТОВ «Новий світ-Агро», головний агроном             |
| 16              | Керезвас Людмила Григорівна   | 31.10.2010            | середня спеціальна | член Партії регіонів   | відділ поштового зв'язку, завідувач                 |